# Медаль Родла
Медаль Родла (пол. Medal Rodła) — учреждена Указом Сейма ПНР от 18 апреля 1985 года в связи с 40-й годовщиной победы над гитлеровским нацизмом, а также присоединением к Польше в 1945 году исконных польских земель: Поморья, Силезии, Вармии и Мазурии.
Название медали связано с родлом — официальным символом Союза поляков в Германии c 1932 года.

## История
Медалью награждали бывших членов Союза поляков в Германии (нем. Bund der Polen in Deutschland e.V.; пол. Związek Polaków w Niemczech) и вольного города Данцига а также других поляков проживавших на территориях, отошедших после окончания Второй Мировой войны к Польше, чьи непреклонность и непоколебимость позиций, а также активная работа способствовали сохранению в сознании соотечественников своей национальной принадлежности и культуры.
Медалью также награждались поляки, своей деятельностью способствовавшие освоению, восстановлению и благоустройству интегрированных в Польскую Республику древних земель Пястов.
Награждение медалью производилось от имени Госсовета ПНР.
С 18 апреля 1985 года до конца 1989 года произведено 9801 награждение. С мая 1990 года награждение медалью прекращено.
Автор проекта медали — художник-график Эдвард Гороль.
Медаль Родла носилась на левой стороне груди и располагалась после медали Победы и Свободы.

## Описание
Медаль Родла круглая диаметром 38 мм. Изготавливалась из посеребренного оксидированного томпака.
На лицевой стороне медали помещено изображение родла — разработанного в 1932 году символа Союза поляков в Германии, представляющего собой течение Вислы с обозначенным на нём Краковом. Поверху знака в его центральной части помещено рельефное изображение пястовского орла Генриха IV Силезского. Орел символизирует господство Пястов в Силезии и «польскую принадлежность» этих земель.
В некоторых источниках ошибочно указывается, что на лицевой стороне медали изображен фрагмент сломанной свастики.
По краю медали слева и справа выпуклыми буквами по дуге первая строка песни «Rota» на стихи Марии Конопницкой: «NIE RZUCIM ZIEMI», «SKĄD NASZ RÓD». В верхней и нижней части медали четыре выпуклые дугообразные риски.
Поверхность лицевой стороны медали гранулированная.
На оборотной стороне в углублении, повторяющем контуры карты Польши, сделана надпись: «PRL» (Польская Народная Республика). С трех сторон от карты изображены древние гербы польских исторических земель, присоединенных к Польше в 1945 году: POMORZE, WARMIA i MAZURY, ŚLĄSK (на 12, 4 и 8 часов по циферблату соответственно). Между гербами надпись по окружности: «BOJOWNIKOM : BUDOWNICZYM : POLSKOSCI» (Борцам и строителям польского духа).
Оборотная сторона медали гладкая матовая. Поверхность карты гранулированная, надписи выпуклые, изображения выпуклые рельефные.
В верхней части медали имеется ушко с кольцом для крепления к ленте.

### Лента
Лента Медали Родла шелковая муаровая бирюзового цвета, обрамленная с двух сторон продольными бело-красными полосками (красная полоска внешняя). Ширина ленты 40 мм.